# Лаций

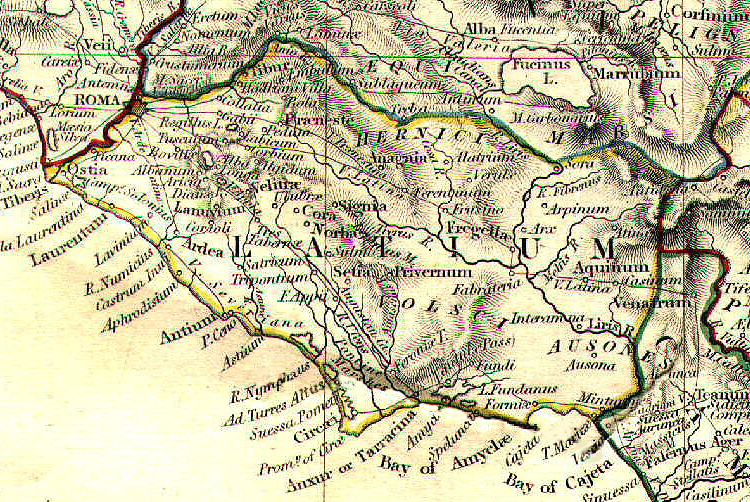
Схема реконструкции Лациума, по описанию Страбона, «Исторический атлас» Уильяма Р. Шепарда, 1911 год.

Ла́ций, Лациум (лат. Latium) — древняя область, регион в центральной части античной Италии недалеко от побережья Тирренского моря, прародина современных романских языков.
Лациумом, в древнейшие времена, называлась небольшая область (около четырёх квадратных миль) к югу от устья Тибра. Затем этот топоним был присвоен всей равнине, ограниченной нижним (южным) течением Тибра на севере, Апеннинами (Албанскими горами) на востоке, рекой Лирисом (Массикской горой (Mons Massicus)) на юге и Тирренским морем на западе. Эта древняя область, соприкасалась на севере с Этрурией, на северо-востоке и востоке с землями сабинов, вестинов, марсийцев и саминтян, на юге с Кампанией. Здесь же зародились римляне. Его территория в настоящее время входит в состав более крупного административно-территориального образования современной Италии — Лацио.

## История
Исторически регион Лаций в доримскую эпоху находился под контролем неиндоевропейских племён, в первую очередь этруссков, чей оплот находился севернее — в районе современной Тосканы. Этрусски находились в тесных торговых связях с финикийцами и греками (чей алфавит они и переняли в видоизменённой форме). В подчинении этрусских царей долгое время, по-видимому, находились и индоевропейские племена италийцев (латинов, сабинов, осков), мигрировавших на Апеннинский полуостров с севера Европы к X веку до н. э. Латины и заняли территорию Лация, которому передали своё имя, в другом источнике указано что Лациум, средняя из трёх западных стран Средней Италии, названная, по обыкновенному толкованию, по имени царя Латина, по другому — от latere (quod ibi latuisset Saturnus, Ov. fast, 1, 238 или quod later Italia inter praecipitia Alpium et Apennini, Varro y Serv. ad Verg. A. 8, 222).
После успешного ряда захватнических войн, завершившихся к 338 году до нашей эры, латины прочно закрепили своё независимое положение в регионе, а их центр, город Рим, стал столицей пусть небольшого, но независимого и амбициозного города-государства. В последующие столетия Лаций — это центр римской мощи, усеянный и сейчас остатками памятников культуры, искусства, руинами вилл римской знати.

### Правовое положение латинов.
Латинами первоначально, до середины III века н. э., назывались жители Лация, получившие латинское гражданство (это latini veteres, древние латины). Затем так же стали называть выживших членов колоний, устроенных Римом на завоёванных (захваченных) территориях (latini coloniarii). После союзнической войны (90-89 годы до н. э.) ius latini право латинского гражданства стали понимать как технический термин, обозначавший определённую категорию правоспособности. Такие права предоставлялись («жаловались») отдельным лицам и целым областям.
Правовое положение latini veteres не отличалось (в области имущественного права) от положения римских граждан; ius conubii они имели только в тех случаях, когда это право было специально предоставлено. С 268 года до н. э. права латинского гражданства в этом виде уже не предоставлялись. Latini coloniarii не имели ius conubii; ius comercii, а также способность вести гражданский процесс (ius legisactionis) эта категория латинов в большинстве случаев имела, но составлять завещание latini coloniarii не имели права.
Латинам была открыта возможность легко приобретать права римского гражданства. Первоначально для этого было достаточно поселиться в Риме. Но так как подобные переселения сильно сокращали население латинских городов, то с начала II века до н. э. было установлено требование, чтобы при такого рода переселении латин оставлял в родном городе мужское потомство. После союзнической войны в I веке до н. э. все латины, жившие на Итальянском полуострове, получили права римского гражданства.
Latini coloniarii получали права римского гражданства разными способами; в частности, римское гражданство получали также латины, исполнявшие обязанности декуриона (члена муниципального сената).

## Города, входившие в состав страны
Лациум, первоначально в политическом отношении был союзом 30 городов (города-государства), в число которых входил и древний Рим. Вследствие неблагоприятных природных и климатических условий, сравнительно с Кампанией и долиной реки По (Пада), этот клочок Италии, не привлекая завоевателей, сам сделался центром всей политической жизни Италийского полуострова. В 338 до христовой эры этот союз распался, но отдельные общины Лациума заключили новые союзные договоры с древним Римом, и граждане этих общин назывались «латинскими союзниками».
- Рим;
- Фидены;
- Остия Антика;
- Тибур;
- Лавиний;
- Адрия;
- Ариция;
- Альба Лонга;
- Тускул;
- Пренеста;
- Сигния;
- Кора;
- Анций;
- Сетия;
- Норба;
- Ферентин;
- Арпин;
- Фрегелле;
- Аквин;
- Касин;
- Интерамна-Лиренас;
- Фунди;
- Минтурне;
- Суэсса;
- Синуэсса;
- Таррацина